# Rio dos Bons Sinais
O Rio dos Bons Sinais, também chamado rio de Quelimane, e conhecido na língua local, o chuabo, como o rio Quá-Qua ou Cuácua, é um rio de Moçambique, que corre pela província da Zambézia. Nasce da confluência dos rios Lua-Lua e Quá-Qua e o seu curso passa na cidade cidade de Quelimane, cerca de 20 km antes de desaguar no Oceano Índico.
O navegador português Vasco da Gama foi o primeiro europeu que aportou na sua foz, em Janeiro de 1498, na sua primeira viagem e chamou-lhe rio dos “Bons Sinais” por ter sido onde teve as primeiras informações de onde poderia encontrar um piloto que os guiasse até à Índia. Segundo todas as referências dos antigos escritores este rio já foi um braço do rio Zambeze, mas em 1830 já não se encontrava ligado. A interpretação da narrativa da viagem de Vasco da Gama já gerou algumas controvérsias e várias vezes o rio dos “Bons Sinais” foi identificado como sendo o curso principal do Zambeze (que desagua cerca de 70 milhas mais a sul), mas modernamente parece ser consensual que se trata do Quelimane, em cuja foz o navegador mandou erguer um padrão.